# Управління бізнес-процесами

Управлі́ння бі́знес-проце́сами — ідентифікація, проектування, документація, впровадження, контроль та вдосконалення бізнес-процесів. 
Означає систематичний підхід до управління, спрямований на поліпшення діяльності організації та її процесів. Цей підхід дає можливість організації визначити свої процеси, організувати їх виконання, а також підвищити якість, як результатів процесів, так і порядку виконання.